# مینای دمگاه‌سفید
مینای دمگاه‌سفید یکی از گونه‌های مینا است که جزو سردۀ مینای معمولی است.